# Ipecaetá
Ipecaetá là một đô thị thuộc bang Bahia, Brasil. Đô thị này có diện tích 393,904 km², dân số năm 2007 là 15843 người, mật độ 40,22 người/km².